# Dziwogon galeriowy
Dziwogon galeriowy (Dicrurus sharpei occidentalis) – podgatunek dziwogona nadrzecznego, średniej wielkości ptaka z rodziny dziwogonów (Dicruridae). Występuje w zachodniej części Afryki. Opisany został w 2018, choć holotyp pozyskano kilkadziesiąt lat wcześniej.

## Taksonomia
Po raz pierwszy podgatunek opisali Fuchs, Duono, Bowie i Fjeldså w 2018 na łamach Zootaxa. Holotyp, dorosłą samicę, odłowiono 18 grudnia 1959 w Sérédou (prefektura Macenta, południowa Gwinea). Dziwogony stanowią skomplikowaną pod względem systematycznym grupę; w okresie 1948–2018 opublikowano trzy duże opracowania poświęcone klasyfikacji ptaków w tej rodzinie. Jednym z nierozwiązanych wówczas problemów była klasyfikacja ptaków w obrębie kompleksu Dicrurus ludwigii. W 2017 wyodrębniony z D. ludwigii został nowy gatunek – dziwogon nadrzeczny (D. sharpei). W 2018 po badaniach genetycznych i morfologicznych Fuchs et al. opisali nowy gatunek, dziwogona galeriowego. Dostrzeżono dwie unikatowe dla ptaków tego gatunku mutacje w genie MT-ATP6. Znacząco inne względem pozostałych omawianych dziwogonów są także wymiary dotyczące dzioba: długość jego górnej krawędzi, szerokość i wysokość. W przypadku dziwogonów galeriowych i nadrzecznych wskazanie gatunku tylko na podstawie upierzenia nie jest możliwe; nie wiadomo jednak, by gdziekolwiek one współwystępowały. Dwa dni po publikacji on-line artykułu z Zootaxa (22 czerwca 2018) Międzynarodowy Komitet Ornitologiczny wciągnął wyodrębnienie dziwogona galeriowego na listę planowanych wówczas zmian w swojej liście ptaków świata. Takson o niepewnej pozycji taksonomicznej, obecnie (2024) traktowany jako podgatunek dziwogona nadrzecznego.

## Morfologia
Długość skrzydła wynosi 104–110 mm. Dwa paratypy miały masę ciała równo 24 g (samica) i 25 g (samiec). Upierzenie w większości czarne. Na karku, grzbiecie, gardle, brzuchu oraz piersi dostrzec można niebiesko-zielony połysk. Na kuprze ma barwę indygo. Boki ciała wyróżniają się szarą barwą. Sterówki, lotki I i II rzędu mają barwę popielatobrązową, widoczną po dokładniejszym, osobnym przebadaniu. Tęczówka u dwóch paratypów ma inną barwę: u samicy pomarańczowoczerwoną, u samca czerwoną.

## Zasięg, ekologia i status
Zasięg występowania dziwogonów galeriowych ciągnie się od Senegalu i wybrzeża Gwinei po Nigerię. Środowiskiem ich życia są lasy wtórne i lasy galeriowe. Choć niewiele jest pewnych informacji o miejscach pozyskania tych ptaków, zdaniem Fuchsa et al. wschodnią granicę zasięgu tego gatunku wyznacza rzeka Niger (w odcinku już po dołączeniu Benue). Być może rozciąga się on jednak dalej, po jezioro Czad czy Pasmo Kameruńskie. Według Fuchsa et al. IUCN powinno nadać dziwogonowi galeriowemu rangę gatunku najmniejszej troski. W momencie opisania nowego gatunku miał on szeroki zasięg występowania obejmujący różne środowiska, którym ówcześnie nie groziło silne przekształcanie.